# شورلت تراکر
شورلت تراکر (به انگلیسی: Chevrolet Tracker) خودرویی است که از سال ۱۹۸۸ تا ۱۹۹۰ در ژاپن، ۱۹۸۹–۲۰۰۴ در کانادا و آمریکا، ۲۰۰۴–۲۰۰۷ در آرژانتین و از ۱۹۹۶ تا ۲۰۱۶ در اکوادور تولید شده‌است. طراحی آن موتور جلو-چهار چرخ محرک بوده است.

## نگارخانه

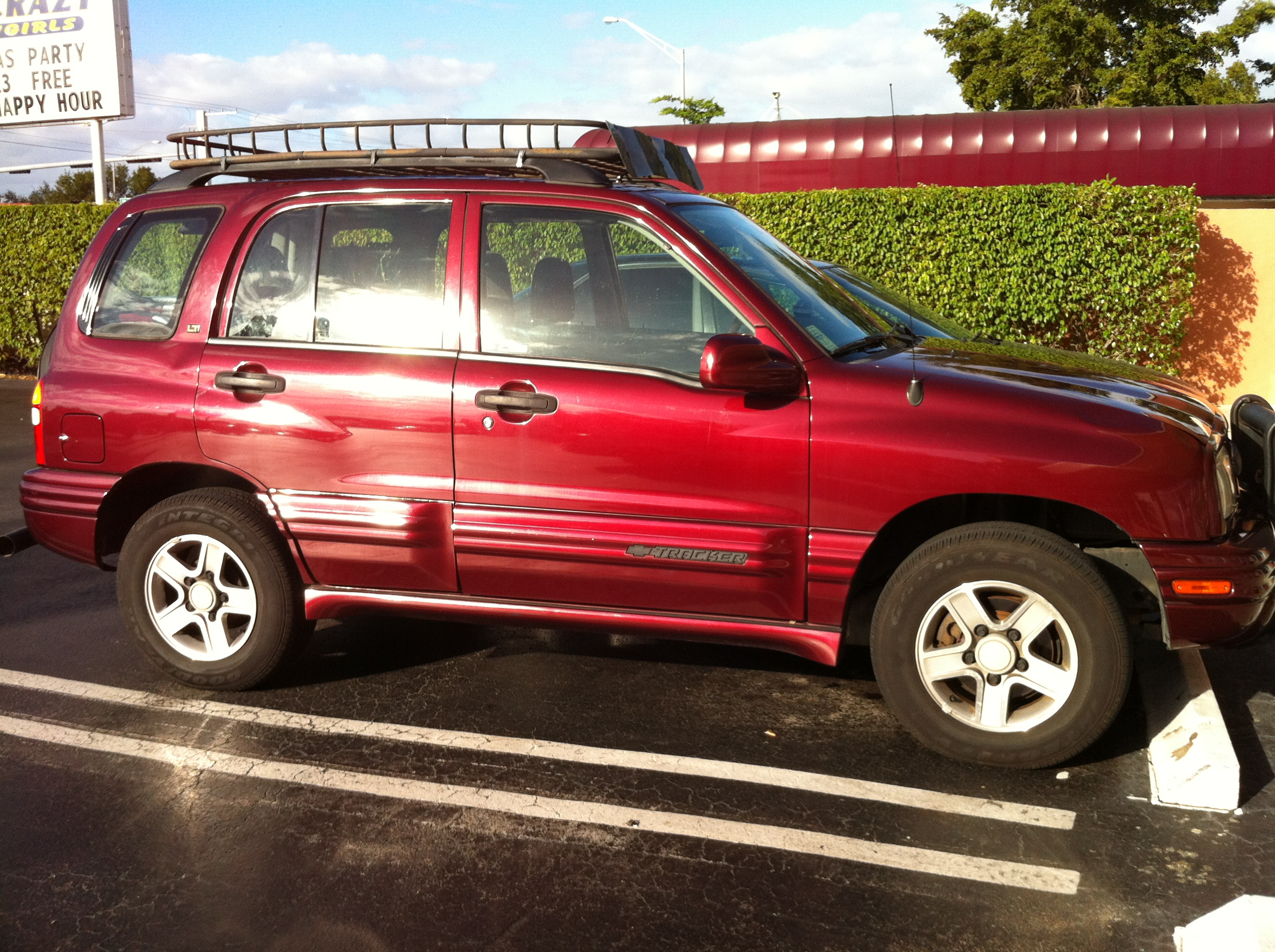
شورلت تراکر ۲۰۰۳ با باربند روی سقف